# The Evil One
The Evil One är ett musikalbum av Roky Erickson & The Aliens som släpptes 1981. Detta sägs vara Ericksons bästa album och innehåller låtar som handlar om demoner och andra skräckvarelser. Texterna handlar mycket om gamla skräckfilmer och liknande inom det temat.

## Låtlista
1. Two Headed Dog (Red Temple Prayer)
2. I Think of Demons
3. Creature With the Atom Brain
4. The Wind and More
5. Don't Shake Me Lucifer
6. Bloody Hammer
7. Stand for the Fire Demon
8. Click Your Fingers Applauding the Play
9. If You Have Ghosts
10. I Walked With a Zombie
11. Night of the Vampire
12. It's a Cold Night for Alligators
13. Mine Mine Mind
14. Sputnick
15. White Faces